# إسحاق بوكلي ريكيت
إسحاق بوكلي ريكيت (بالإنجليزية: Isaac Buckley-Ricketts)‏ (14 مارس 1998 بمانشستر في المملكة المتحدة - ) هو لاعب كرة قدم بريطاني في مركز الهجوم.

## روابط خارجية
- إسحاق بوكلي ريكيت على موقع قاعدة بيانات كرة القدم.إي يو (الإنجليزية)
- إسحاق بوكلي ريكيت على موقع Soccerbase.com (لاعب) (الإنجليزية)
- إسحاق بوكلي ريكيت على موقع Soccerway.com (الإنجليزية)
- إسحاق بوكلي ريكيت على موقع عالم كرة القدم.نت (الإنجليزية)